# Aquae Thibilitanae
Aquae Thibilitanae (łac. Diocesis Aquensis Thibilitanae) – stolica historycznej diecezji we Cesarstwie rzymskim w prowincji Numidia zlikwidowana w VII w. podczas ekspansji islamskiej, współcześnie w północnej Algierii. Obecnie katolickie biskupstwo tytularne. 

## Biskupi tytularni
| Lp. | Biskup                      | Funkcja                                | Od                   | Do                |
| --- | --------------------------- | -------------------------------------- | -------------------- | ----------------- |
| 1   | Jesús Maria Pellin          | biskup pomocniczy Caracas (Wenezuela)  | 13 lipca 1965        | 19 listopada 1969 |
| 2   | Charles Guilhem             | emerytowany biskup Laval (Francja)     | 31 grudnia 1969      | 10 grudnia 1970   |
| 3   | Yves Bescond                | biskup pomocniczy Meaux (Francja)      | 26 stycznia 1971     | 23 sierpnia 2018  |
| 4   | Daniel Henriques            | biskup pomocniczy Patriarchatu Lizbony | 13 października 2018 | 4 listopada 2022  |
| 5   | Vincent Frederick Mwakhwawa | biskup pomocniczy Lilongwe (Malawi)    | 15 listopada 2023    |                   |